# Sune K. Johansson
Sune Klinton Johansson, född 10 januari 1922 i Stockholm, död 2 december 2017 på Lidingö, var en svensk jurist och riksdagsdirektör.
Johansson avlade socionomexamen 1943 och blev jur.kand. 1951. Han var anställd vid Stockholms stads fastighetsförvaltning som notarie och sekreterare 1940–1958. Han var riksdagsstenograf 1954–1958 och andra kammarens kammarsekreterare 1954–1970. Han fortsatte som riksdagsdirektör och kammarsekreterare i enkammarriksdagen 1971–1988. Han efterträddes 1988 av Anders Forsberg. Johansson är begravd på Norra begravningsplatsen utanför Stockholm.

## Utmärkelser
- Kommendör av första klass av Nordstjärneorden, 6 juni 1970.[3]